# Песня для изгоя
«Песня для изгоя» (англ. Song for a Raggy Boy) — драматический кинофильм, вышедший на экраны в 2003 году. Фильм основан на одноимённой книге Патрика Гэлвина и на реальных событиях.

## Сюжет
Уильям Франклин (Эйдан Куинн), участник гражданской войны в Испании на стороне республиканцев, становится первым светским учителем в ирландской католической школе для трудных подростков. В школе царит жёсткая дисциплина, учеников наказывают за малейшие провинности. Франклин пытается не только обучить детей, но и изменить существующие порядки.

## В ролях
- Эйдан Куинн — Уильям Франклин
- Иэн Глен — брат Джон
- Марк Уоррен — брат Мак
- Дадли Саттон[англ.] — брат Том
- Алан Девлин[англ.] — отец Дэмиан
- Стюарт Грэм[англ.] — брат Уилан
- Джон Трэверс[англ.] — Лиам Мерсье 636
- Крис Ньюман[англ.] — Патрик Делейни 743
- Эндрю Симпсон[англ.] — Джерард Питерс 458

## Награды и номинации
| Награды и номинации фильма Песня для изгоя                | Награды и номинации фильма Песня для изгоя               | Награды и номинации фильма Песня для изгоя | Награды и номинации фильма Песня для изгоя | Награды и номинации фильма Песня для изгоя |
| Премия                                                    | Категория                                                | Имя                                        | Результат                                  |                                            |
| --------------------------------------------------------- | -------------------------------------------------------- | ------------------------------------------ | ------------------------------------------ | ------------------------------------------ |
| Amiens International Film Festival 2003                   | Лучший фильм (Приз зрительских симпатий)                 | Эшлинг Уолш                                | Победа                                     |                                            |
| Amiens International Film Festival 2003                   | Лучший фильм (Золотой единорог)                          | Эшлинг Уолш                                | Победа                                     |                                            |
| Cherbourg-Octeville Festival of Irish & British Film 2003 | Приз зрительских симпатий                                | Эшлинг Уолш                                | Победа                                     |                                            |
| Cherbourg-Octeville Festival of Irish & British Film 2003 | Лучший актёр                                             | Джон Трэверс                               | Победа                                     |                                            |
| Cherbourg-Octeville Festival of Irish & British Film 2003 | Лучший фильм                                             | Эшлинг Уолш                                | Номинация                                  |                                            |
| Кинофестиваль в Копенгагене 2003                          | Лучший фильм (Золотой лебедь)                            | Эшлинг Уолш                                | Победа                                     |                                            |
| Emden International Film Festival 2004                    | Лучший фильм                                             | Эшлинг Уолш                                | Победа                                     |                                            |
| Гентский международный кинофестиваль 2003                 | Специальный приз жюри                                    | Эшлинг Уолш                                | Победа                                     |                                            |
| Гентский международный кинофестиваль 2003                 | Гран-при                                                 | Эшлинг Уолш                                | Номинация                                  |                                            |
| Irish Film and Television Awards 2003                     | Лучшая операторская работа/ТВ съёмка                     | Питер Робертсон                            | Победа                                     |                                            |
| Irish Film and Television Awards 2003                     | Лучший ирландский фильм                                  |                                            | Номинация                                  |                                            |
| Irish Film and Television Awards 2003                     | Лучший режиссёр                                          | Эшлинг Уолш                                | Номинация                                  |                                            |
| Irish Film and Television Awards 2003                     | Лучший актёр в фильме                                    | Эйдан Куинн                                | Номинация                                  |                                            |
| Irish Film and Television Awards 2004                     | Лучший ирландский фильм (Приз зрительских симпатий)      |                                            | Победа                                     |                                            |
| Кинофестиваль в Карловых Варах 2003                       | Лучший фильм (Хрустальный глобус)                        | Эшлинг Уолш                                | Номинация                                  |                                            |
| Кинофестиваль в Любляне 2003                              | Приз зрительских симпатий                                | Эшлинг Уолш                                | Победа                                     |                                            |
| Кинофестиваль в Ньюпорт-Бич 2004                          | Художественный фильм, лучший режиссёр, драма (Приз жюри) | Эшлинг Уолш                                | Победа                                     |                                            |
| Salerno Shadowline Film Festival 2004                     | Vision in transit award                                  | Эшлинг Уолш                                | Победа                                     |                                            |
| Кинофестиваль в Сиэтле 2003                               | Женщина в кино (Lena Sharpe Award)                       | Эшлинг Уолш                                | Победа                                     |                                            |
| Кинофестиваль в Вудстоке 2003                             | Лучшая операторская работа (Haskell Wexler Award)        | Питер Робертсон                            | Победа                                     |                                            |